# Río Huerva
Río Huerva är ett vattendrag i Spanien.   Det ligger i regionen Aragonien, i den nordöstra delen av landet, 270 km nordost om huvudstaden Madrid.